# Stade de Bon Rencontre
Le stade de Bon Rencontre est le stade de Toulon où évolue le Sporting Toulon Var. Il peut accueillir 8 200 spectateurs assis 
Le stade de Bon Rencontre est composé de trois tribunes : la tribune Depallens, avec un public plus huppé ou familial, la tribune Mouraille, qui est la tribune populaire où se retrouvent les ultras,  et enfin la tribune Borrelli, qui est fermée sauf pour certaines occasions exceptionnelles comme le parcage de supporters du Red Star en 2020. 
Les groupes de supporters se répartissent de la manière suivante : du bloc A au bloc B de la Tribune Mouraille se trouvent le Old Clan et les Amoureux du Passé (aussi appelé Du Passé Je Suis Amoureux par rapport au chant du groupe), les Fedelissimi Toulon au bloc C et le Bloc D dans le bloc éponyme.
Le stade comportait anciennement un parcage en terre battue, situé derrière les buts et destiné aux supporters adverses, sur l'emplacement de l'ancienne tribune Sud. 
Aujourd'hui, les supporters adverses sont généralement parqués à l’extrémité gauche de la Tribune Depallens comme ce fut le cas des supporters du Gazélec Ajaccio en 2019.

## Les principales réalisations effectuées entre 2002 et 2005

### Les réalisations effectuées en 2002
- réfection des planchers de la tribune Ouest
- travaux d’adduction d’eau
- peintures
- sièges de la tribune Depallens (1re tranche)

### Les réalisations effectuées en 2003
- mise en conformité du système d’arrosage
- peintures des entrées, des portails et autres
- panneau d’affichage du score
- sièges de la tribune Depallens (2e tranche)

### Les réalisations effectuées en 2004
- mise en sécurité de la tribune Nord
- sièges de la tribune Depallens (suite)
- démolition de la tribune Sud + pylône
- installation de nouveau système de sonorisation
- travaux de peinture
- travaux de maçonnerie (sécurité murs fissurés)
- travaux d’étanchéité

### Les réalisations effectuées en 2005
- travaux VMC (ventilation mécanique contrôlée) dans les vestiaires des joueurs
- travaux de mise en sécurité, dont les portails
- travaux vestiaires visiteurs (1re tranche)
- sièges de la tribune Depallens (fin)

### Les réalisations effectuées en 2008-2009
- sièges tribune Borrelli, élargissement des escaliers inférieurs
- sièges tribune Mouraille
- construction en dur buvette Depallens.